# Manuel Ossorio y Bernard
Manuel Ossorio y Bernard, né à Algésiras le 6 décembre 1839 et mort à Madrid le 14 septembre 1904, est un journaliste et écrivain espagnol.
L'une de ses œuvres les plus connues est Viaje Crítico alrededor de la Puerta del Sol (« Voyage critique autour de la Puerta del Sol »), publié en plusieurs fois à partir de 1874.
Il est le père des journalistes Ángel Ossorio (es), Carlos Ossorio et María de Atocha Ossorio.

## Biographie
Manuel Ossorio y Bernard naît dans une famille de militaires. Son grand-père est Francisco de Paula Ossorio y Vargas, héros du Siège de Toulon (1793) contre les troupes françaises et de la bataille navale du cap Saint-Vincent (1797) contre les Britanniques, et a été ministre de la Marine. Son père, Manuel Ossorio y Mallén, est un officier de l'artillerie qui a abandonné sa carrière militaire pour devenir administrateur de la dette publique. C'est à l'une de ses assignations à Algésiras qu'est né Manuel.
Lors de son enfance, il suit son père aux différents postes qu'il occupe dans toute l'Espagne jusqu'au milieu du XIXe siècle. À l'âge de douze ans, il s'établit à Madrid mais devient orphelin peu après à cause d'une épidémie de choléra de 1855 (es). Un ami lointain de son père lui obtient un travail d'employé aux écritures au Tribunal des Comptes, un poste qu'il occupe jusqu'à ses vingt-six ans. Il se marie avec Manuela Gallardo avec qui il a trois enfants, Ángel, Carlos et María de Atocha, qui évolueront tous trois dans le milieu de la littérature et de la politique.
Il alterne le travail de fonctionnaire avec celui d'écrivain et journaliste. À 21 ans, il écrit des articles dans La Idea, qu'il dirige à partir de 1859 ; il dirige également El Teatro (1864), El Noticiero de España (1868), La Independencia Española (1868), La Gaceta Popular (1873), El Cronista (1885), Diario Oficial de Avisos, La Correspondance d'Espagne, La Edad Dichosa, La Ilustración Católica et l'Agence Fabra.
Il fait partie du groupe de discussion littéraire de « La guardilla de los genios » (« le repère des génies ») auquel appartient aussi notamment Nilo María Fabra. Il écrit des articles de mœurs, des comédies, des critiques d'art, des essais. Son travail comme critique lui attire l'inimitié de plusieurs de ses contemporains. En quarante ans, pratiquement toute la presse madrilène a publié un article portant sa signature : il a été rédacteur d’El Constitucional (1860), El Contemporáneo (1864), El Español (1865), La Ley (1867), Don Quijote (1869), Las Novedades (1870-1871), El Eco del Progreso (1872), El Cascabel, La Gaceta de Madrid, El Gobierno, El Día, La Correspondencia de España et Gente Vieja.
Comme bibliographe, on lui doit un important Ensayo de un catálogo de periodistas españoles del siglo XIX (« Essai de catalogue de journalistes espagnols du XIXe siècle », Madrid, 1904), une source de référence encore utilisée aujourd'hui pour étudier le journalisme espagnol du XIXe siècle. Il écrit aussi un ouvrage biographique, Galería biográfica de artistas españoles del siglo XIX (« Galerie biographique d'artistes espagnols du XIXe siècle », en deux volumes).
Il est aussi rédacteur de la Gaceta de Madrid, secrétaire du Conservatoire des Arts et est membre des Sociétés Économiques et Littéraires de Cadix, Malaga, Lérida et Jerez de la Frontera.
Il a par ailleurs fondé deux journaux de jeunesse : La Niñez (1880-84) et El Mundo de los Niños (1886-88).

## Œuvre
Manuel Ossorio y Bernard a été un auteur prolifique qui a abordé plusieurs branches du journalisme, de l'essai et de l'écriture pour la jeunesse. Ses œuvres ont été réunies dans différentes collections posthumes, dont :
- (es) Obras escogidas de D. Manuel Ossorio y Bernard , Madrid, Juan Pueyo, 1928.

### Œuvres biographiques et bibliographiques
- Galería biográfica de artistas españoles del siglo XIX (es), 1868[4]
- Apuntes para un diccionario de escritoras españolas del siglo XIX (1889-1890)Publié en cinq chapitres dans La España Moderna (es) entre septembre 1889 et 1990.
- Diccionario biográfico internacional de escritores y artistas del siglo XIX, M. Guijarro, 1890 (avec Carlos Frontaura (es))
- Ensayo de un catálogo de periodistas españoles del siglo XIX, Madrid, 1904[5]
- Trabajos sobre la vida literaria, 1928

### Contes et nouvelles
- Cuentos y sucedidos, 1884
- Cuentos, fábulas y leyendas en verso, 1884
- Novelas inéditas, Editorial Ibero-americana, c. 1925

### Théâtre
- Cubiertos a cuatro reales, 1866
- ¡Aventuras!, 1873
- ¡Cinco mil duros!, 1876
- Juan Tumbón, 1886
- Abd-el-Rhaman III: drama histórico en tres actos y en verso (avec Francisco Muñoz Ruiz), 1869

### Costumbrismo
- Viaje Crítico alrededor de la Puerta del SolIl y décrit l'Histoire de la Puerta del Sol (es) en plusieurs parties à partir du 30 avril 1874.
- Romancero de Nuestra Señora de Atocha, 1863
- Libro de Madrid y advertencia de forasteros, 1892
- La república de las letras: cuadros de costumbres literarias copiados, Establicimiento tipográfico de E. Cuesta, 1877[6]
- Caracteres contemporáneos, 1891

### Poésie
- Ensayos poéticos, 1859
- Odas y Baladas, 1864
- Romancero de Nuestra Señora de Atocha, 1863
- Romances de ciego, 1883

### Curiosités
- Novísimo diccionario festivo, 1876
- Novísimo diccionario de la lengua, publié en redondillas (es) et en cuartetas (es)
- Progresos y extravagancias apuntes para un libro, 1887